# Nationalt netværk for forskning og uddannelse
Nationalt netværk for forskning og uddannelse (engelsk: National Research and Education Network, forkortet NREN) er betegnelse for et nationalt forskningsnet, dvs. et datanet opbygget for at betjene forsknings- og uddannelsessektoren i en nationalstat. Der findes et NREN i de fleste vestlige lande.
Da forskingsverdenen har store og specialiserede krav til datanet er et NREN ofte både avanceret, har stor båndbredde, og har tjenester som endnu ikke er tilgængelige i kommercielle datanet. Som resultat heraf har de ofte være pionerer i udviklingen af Internet.
Det danske NREN er Forskningsnettet. Afgørende for Internets udvikling har været det tidligere amerikanske NREN NSFnet og europæiske NREN som f.eks. JANET i UK og SUNET i Sverige.